# Apostolisk nuntie
Apostolisk nuntie (latin: nuntius, "sändebud"), är ett påvligt diplomatiskt sändebud med ambassadörs rang vid en apostolisk nuntiatur. Nuntierna är chefer för Heliga stolens ambassader.
Nuvarande nuntie för Norden  sedan 2022 är ärkebiskop Julio Murat.  